# Badin (Carolina do Norte)
Badin é uma cidade  localizada no estado norte-americano de Carolina do Norte, no Condado de Stanly.

## Demografia
Segundo o censo norte-americano de 2000, a sua população era de 1154 habitantes.
Em 2006, foi estimada uma população de 1338, um aumento de 184 (15.9%).

## Geografia
De acordo com o United States Census Bureau tem uma área de 4,2 km², dos quais 4,2 km² cobertos por terra e 0,0 km² cobertos por água. Badin localiza-se a aproximadamente 158 m acima do nível do mar.

## Localidades na vizinhança
O diagrama seguinte representa as localidades num raio de 24 km ao redor de Badin.